# Pamela Bach
Pour les articles homonymes, voir Bach (homonymie).
Pamela Ann Weissenbach, dite Pamela Bach, née le 16 octobre 1963 à Tulsa (Oklahoma) et morte le 5 mars 2025 à Los Angeles (Californie), est une actrice américaine.

## Biographie
Pamela Bach est originaire de Tulsa dans l'Oklahoma, la deuxième de trois filles. Sa mère est mannequin et elle est également mannequin durant son adolescence. Elle fréquente le lycée Tulsa East Central et étudie l'ingénierie et les arts du théâtre au Northeastern Oklahoma A&M College. Elle déménage à Los Angeles en 1985,.
Pamela Bach se suicide par arme à feu à son domicile de Los Angeles le 5 mars 2025, âgée de 61 ans.

## Autres
Pamela Bach a une hétérochromie.

## Filmographie

### Cinéma
- 1983 : Rumble Fish
- 1985 : Appointment with Fear
- 1988 : Nudity Required
- 1998 : Route 66
- 2000 : More than Puppy Love
- 2000 : Castle Rock
- 2002 : More than Puppy Love

### Télévision
- 1991-1996 : Alerte à Malibu : Kaye Morgan (12 épisodes)
- 1994 : Les Feux de l'amour : Mari Jo Mason
- 1995 : Sirens
- 1997 : Un privé à Malibu : Cindy (épisode Les Enfants de la nuit)
- 1998 : Viper : Judy Ann Gibson
- 1998 : Alerte à Malibu : Carly/Sara Chapman (épisode Nounou professionnelle)
- 2000 : Alerte à Malibu : Bree Hanford (épisode Cimetière sous-marin)
- 2011 : Celebrity Big Brother 2011 : elle-même